# Kafra
Kafra (znan i kao Kefren) bio je 4. faraon 4. dinastije drevnoga Egipta. Naslijedio je svoga brata Džedefru te je vladao Egiptom poput svog oca Kufua. Nasljednik mu je bio sin Menkaura. Kafra je poznat po svojoj piramidi u Gizi. Vladao je od 2558. pr. Kr. do 2532. pr. Kr.
Ime ovog faraona znači "podigao ga je Ra", ali se može tumačiti i kao "ustani Ra!" ili kao "Ra ga je podigao". Ra je ime boga Sunca, vrhovnog božanstva drevnih Egipćana.
Kafrina je piramida u drevno doba bila znana kao "Velik je Kafra".

## Obitelj
Kafra je bio sin faraona Kufua i kraljice Henutsen, unuk faraona Snofrua te praunuk Hunija. Imao je dva brata – Minkafa i Kufukafa te mnogo polubraće i nekoliko polusestara. Njegov najstariji polubrat bio je krunski princ Kauab, koji je umro prije Kufua te nikad nije postao kralj. Džedefra je naslijedio svog oca kao faraon, a njega je naslijedio Kafra. Moguće je da jedan Kafrin nećak – Džedefrin sin, možda Baka ili Setka – bio vladar neko vrijeme. U svakom slučaju, Kafra je preuzeo potpunu vlast nad Egiptom. Za razliku od svog djeda, bio je okrutan poput svog oca te zapamćen kao tiranin, što spominje i Herodot.
Zna se da je Kafra imao barem četiri žene. To su Meresank III., (njegova nećakinja), Kamerernebti I. (najvjerojatnije njegova sestra), Hekenuhedžet i Persenet (najvjerojatnije njegova sestra). Moguće je da je njegova supruga bila i Meresank II., njegova polusestra. Kafra je imao mnogo djece te je bio djed faraona Šepseskafa.

## U kulturi
Kafra se pojavljuje u filmovima Sudan i Il sepolcro dei re. Po ovom je faraonu nazvana planina Kefren u SAD-u.

## Vanjske poveznice
- Kafra